# Estépar
Estépar ist eine 634 Einwohner (Stand: 2024) zählende Gemeinde der Provinz Burgos in der Autonomen Gemeinschaft Kastilien-León (Castilla y León). Sie gehört zur Comarca Alfoz de Burgos.
Die Gemeinde wurde 1975 aus vorher eigenständigen Kleingemeinden gebildet. Sie besteht aus dem Hauptort Estépar und weiteren kleineren Ortschaften Arenillas de Muñó, Arroyo de Muñó, Hormaza, Mazuelo de Muñó, Medinilla de la Dehesa, Pedrosa de Muñó, Quintanilla-Somuñó, Vilviestre de Muñó, Villagutiérrez und Villavieja de Muñó.

## Lage
Estépar liegt etwa 17 Kilometer westsüdwestlich von Burgos am Río Arlanzón. 
Durch die Gemeinde führt die Autovía A-62. 

## Geschichte

### Massengräber von Estépar
Die Massengräber von Estépar (auch Massengräber vom Berg Estépar genannt) aus der Zeit des Spanischen Bürgerkriegs wurden 2014 entdeckt.

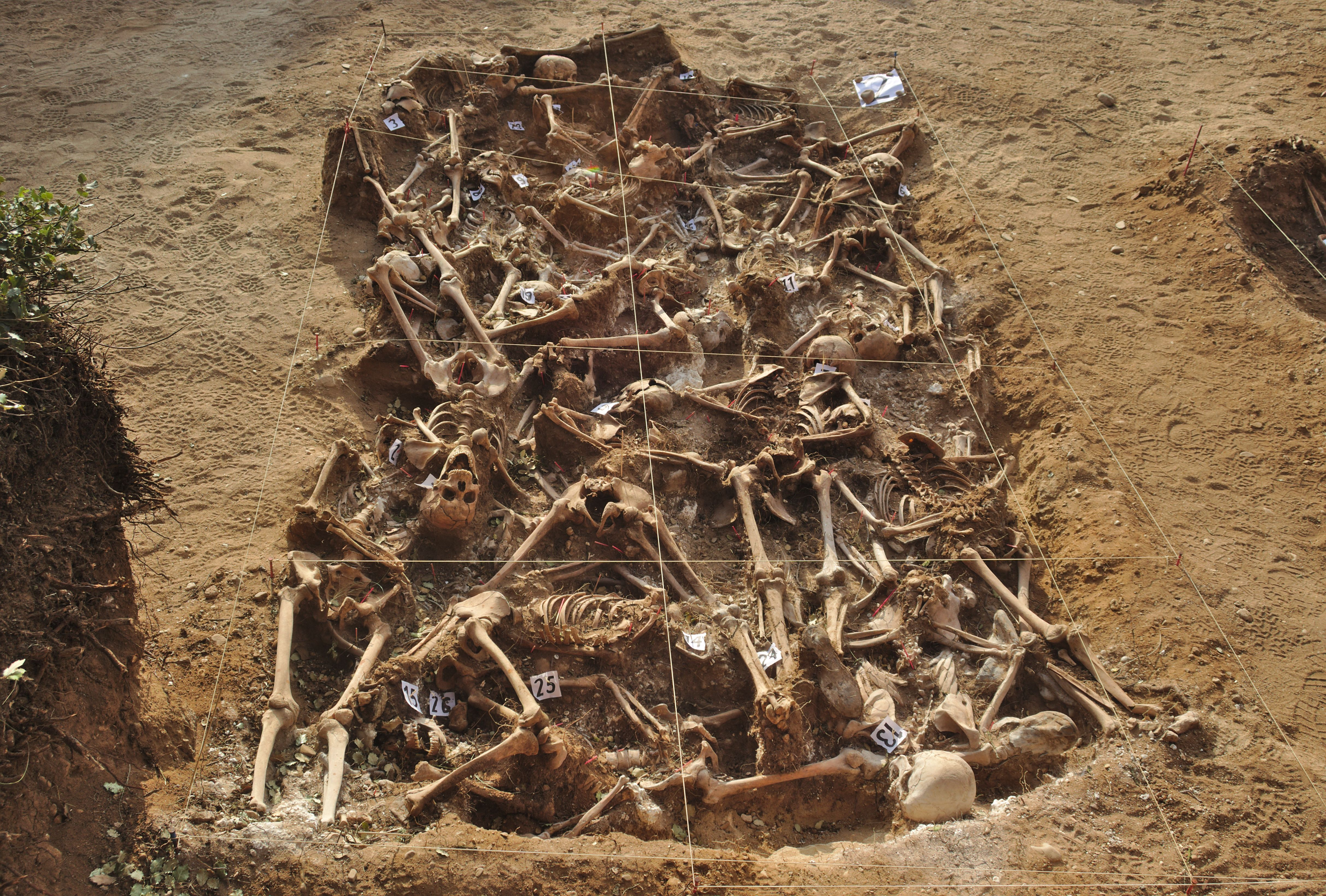
Massengrab von Estépar

Es ist dokumentiert, dass 371 Menschen begraben wurden. Historiker gehen von etwa tausend Opfern aus, aber das Fehlen von Hinweisen auf ihren Standort erschwert ihre Lokalisierung. Die meisten der Ermordeten kamen aus dem Zentralgefängnis in Burgos. 
Zwischen dem 2. August und dem 12. Oktober 1936, nur zwei Wochen nach Kriegsbeginn,  wurden sechzehn Gefangene aus dem Gefängnis von Burgos abgeholt, um sie zu erschießen und in Massengräbern zu verscharren. Bis Oktober 2017 wurden vier Gräber entdeckt, 96 Leichen geborgen und auf dem Friedhof von Estépar beigesetzt.

## Bevölkerungsentwicklung
| Jahr      | 1991 | 2001 | 2011 | 2021 |
| Einwohner | 909  | 803  | 700  | 604  |

## Sehenswürdigkeiten
- Stefanskirche (Iglesia de San Esteban) in Estépar
- Kirche Mazuelo de Muñó
- Cosmas-und-Damian-Kirche (Iglesia de San Cosme y San Damián) in Medinillla de la Dehesa
- Einsiedelei in Villavieja de Muñó
- Burgruine Hormaza
- Turm Mazuelo de Muñó
- Gerichtsstele in Villavieja de Muñó

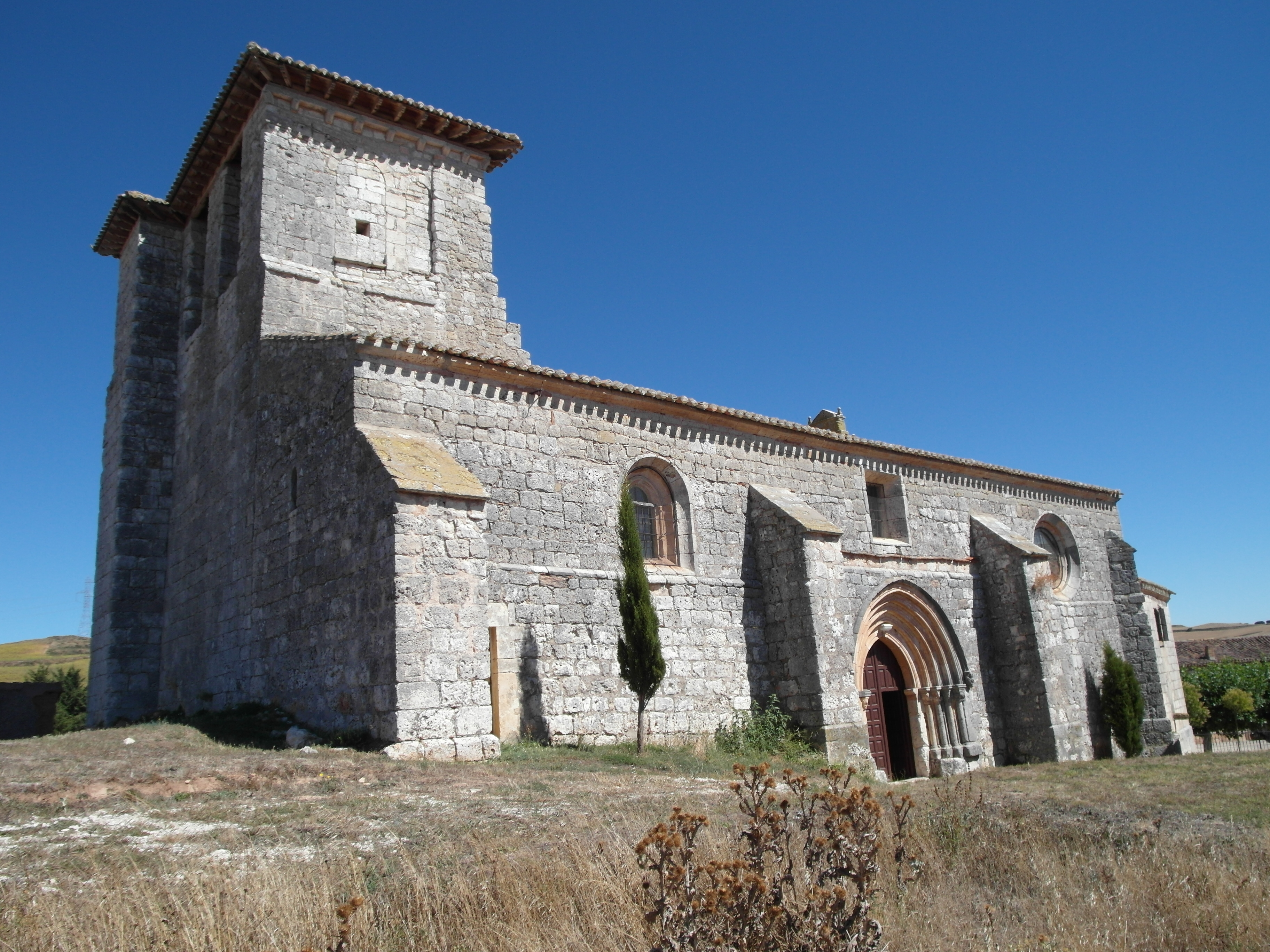
Kirche
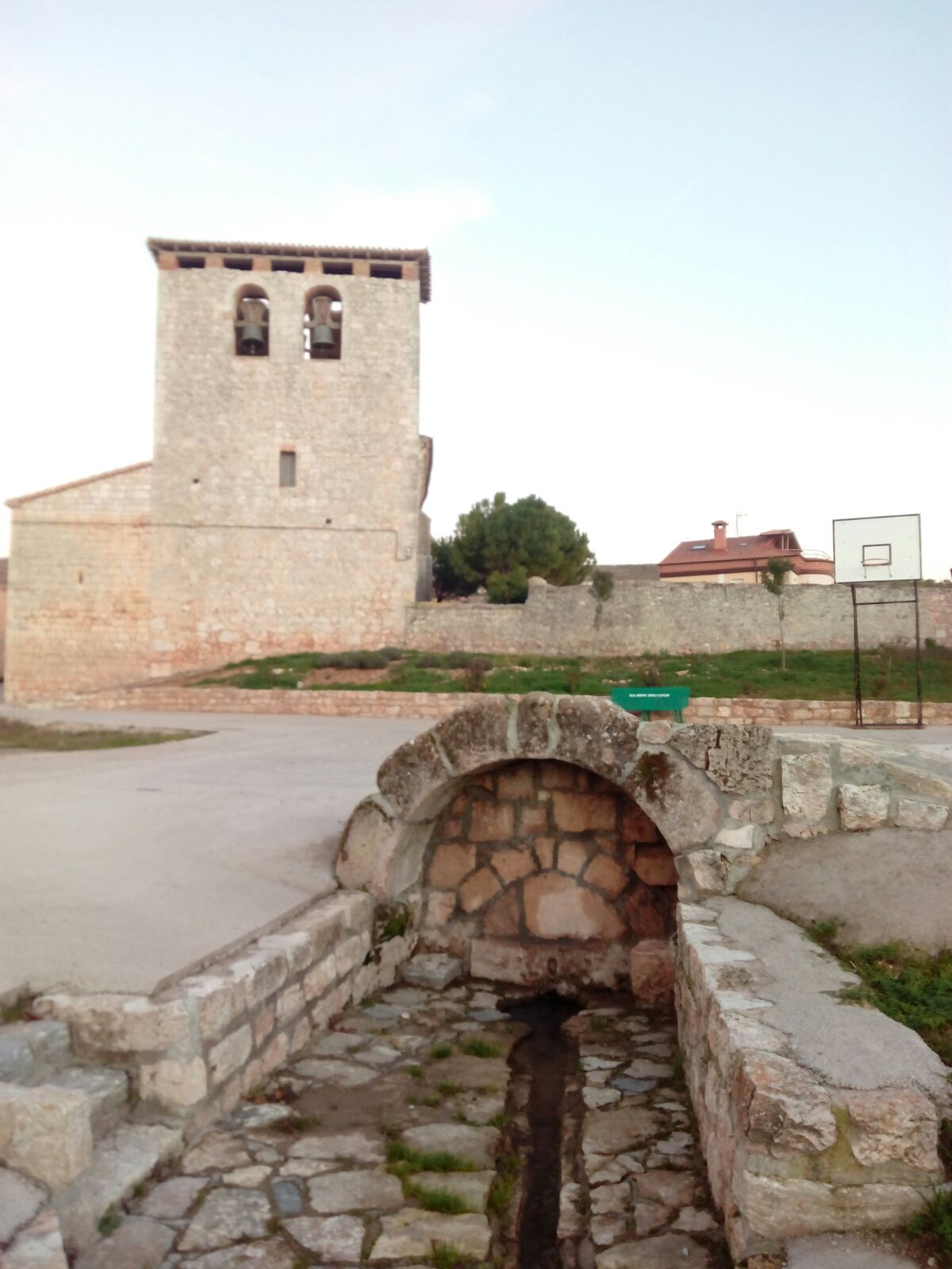
Cosmas-und-Damian-Kirche
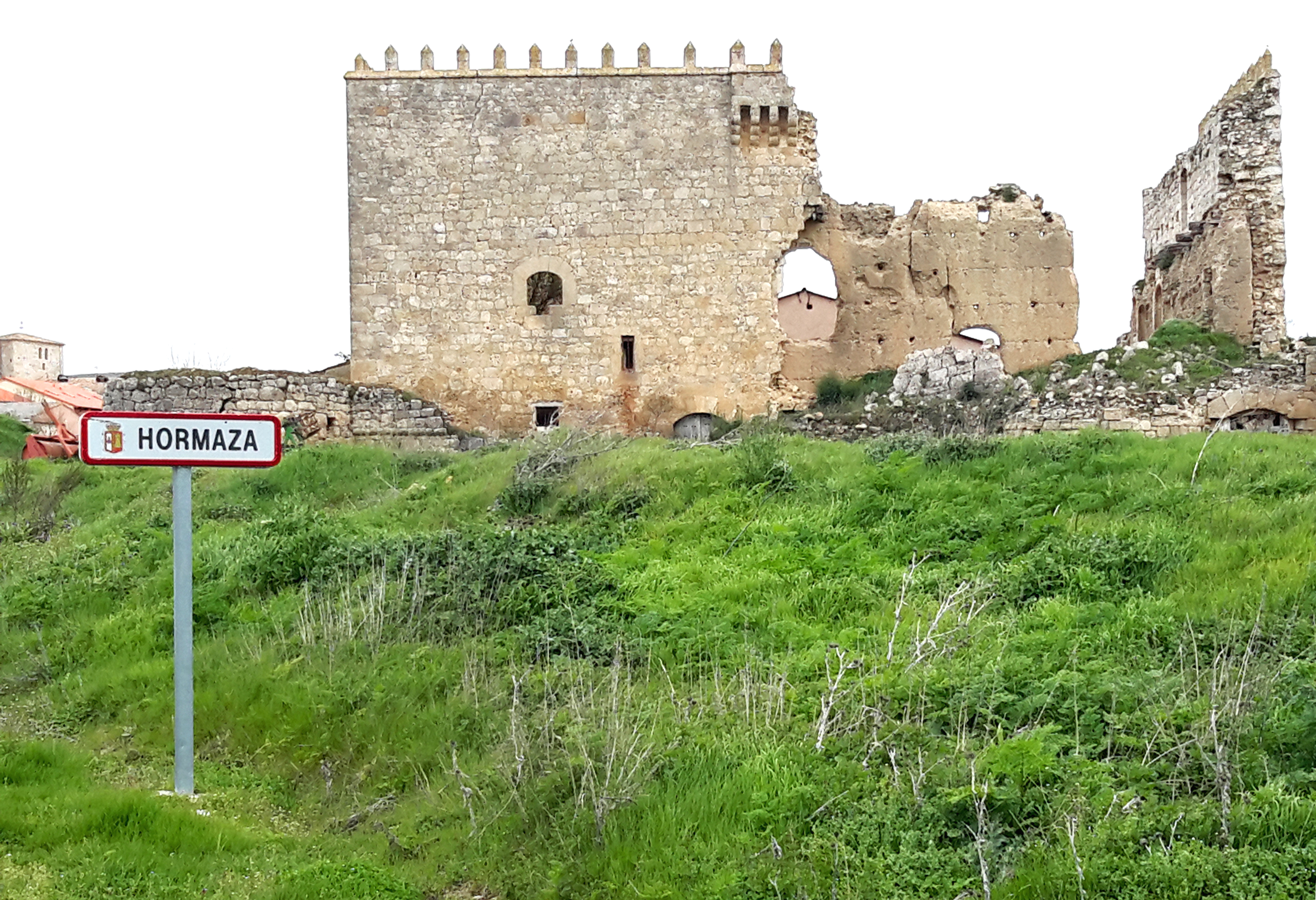
Burgruine Hormaza
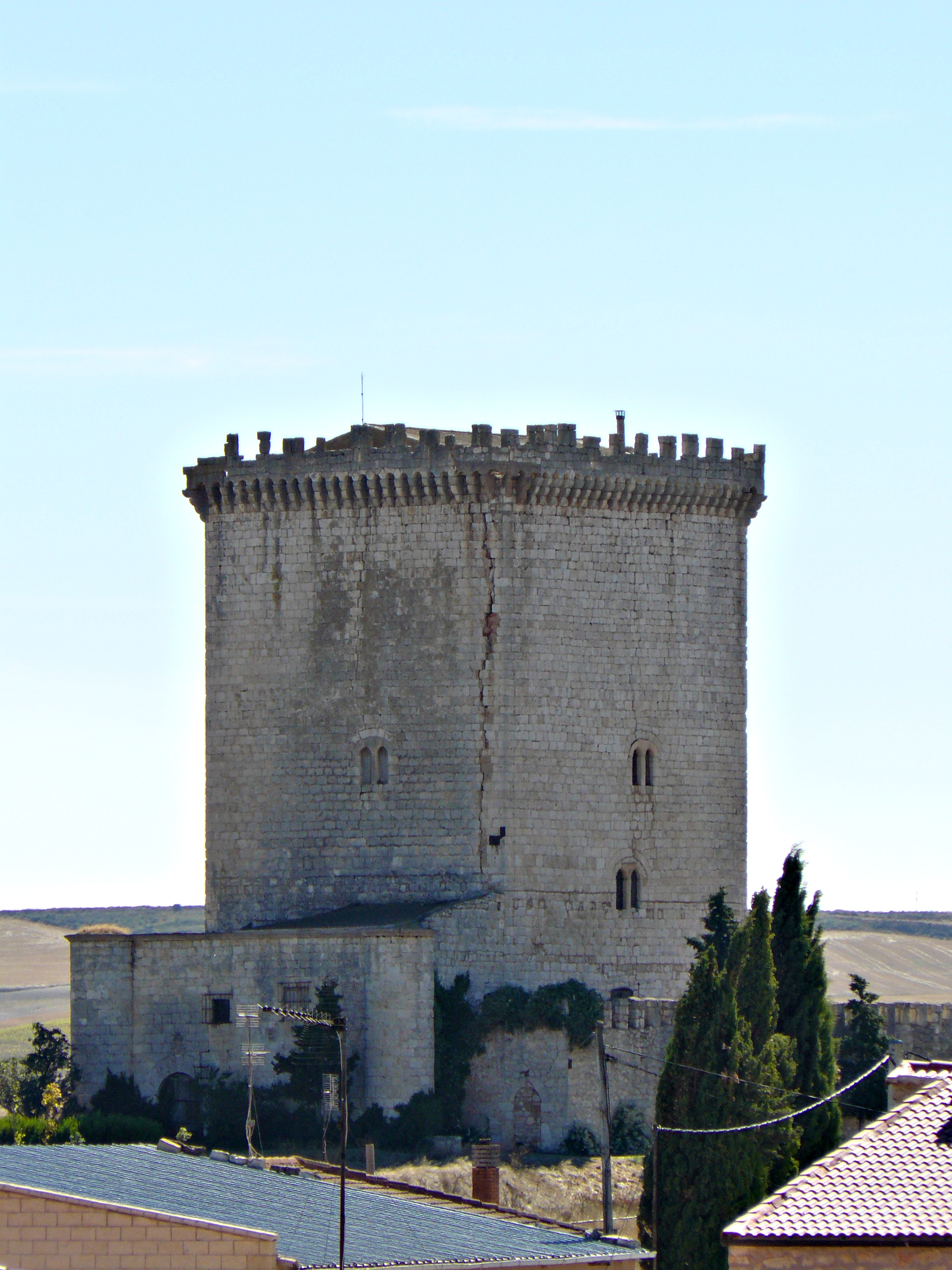
Turm Mazuelo
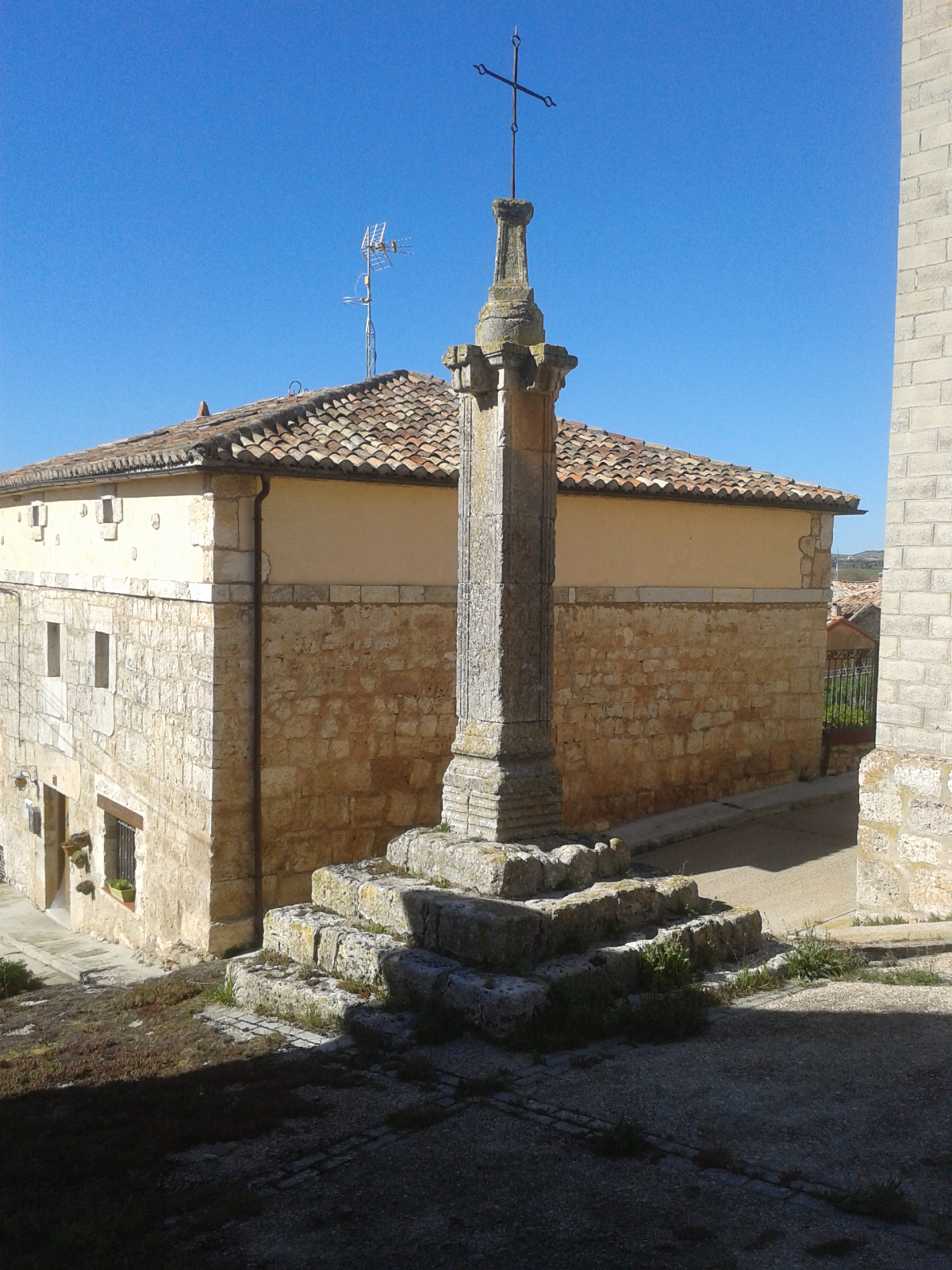
Gerichtsstele
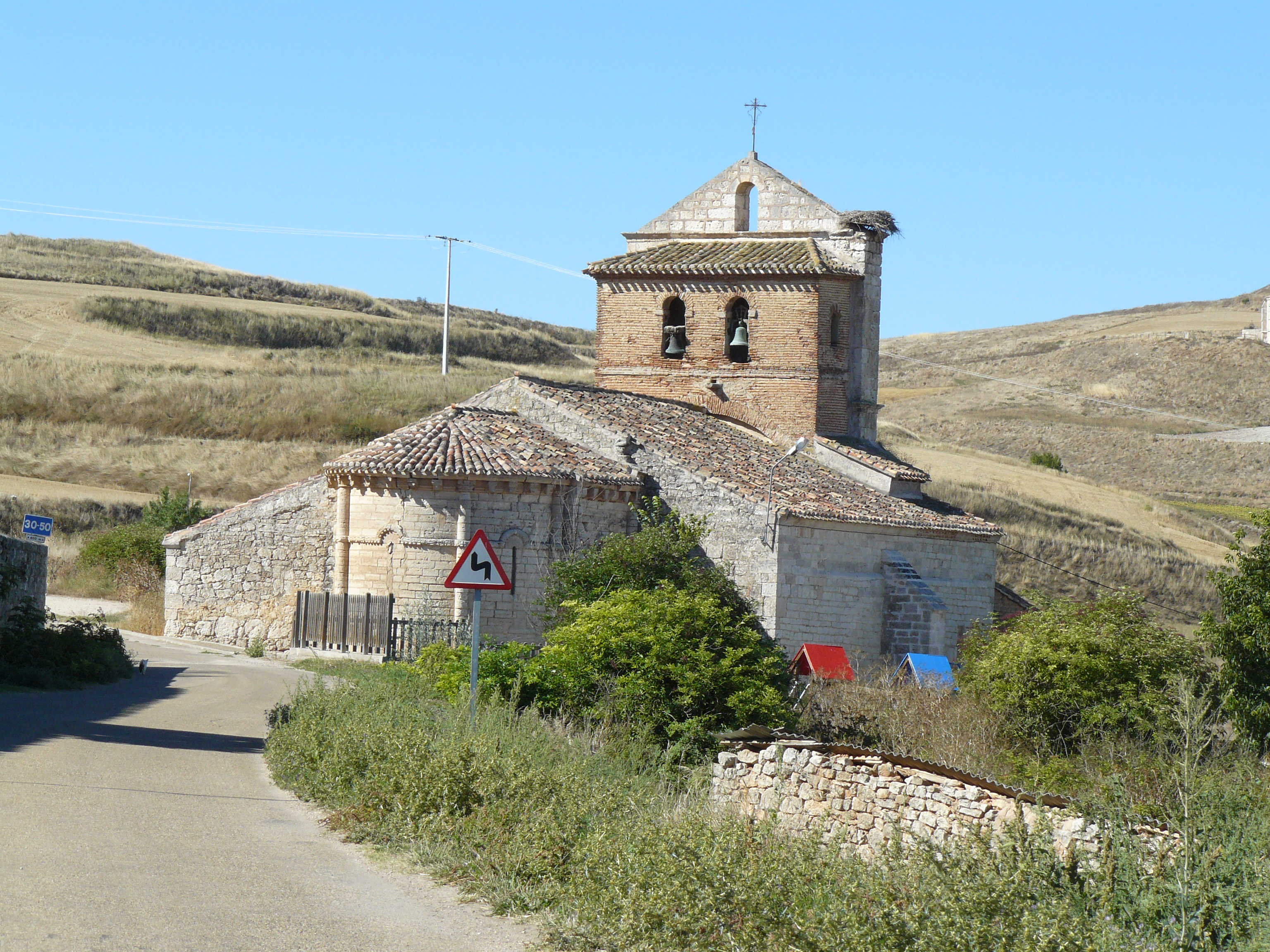
Einsiedelei